# جورج برد
جورج برد (انگلیسی: George Baird؛ ۵ مارس ۱۹۰۷ – ۴ سپتامبر ۲۰۰۴) دونده اهل ایالات متحده آمریکا بود.
وی در مسابقات کشوری و بین‌المللی در مجموع برندهٔ ۱ مدال طلا شده‌است.